# Напер (Небраска)
Напер (енгл. Naper) град је у америчкој савезној држави Небраска.

## Демографија
По попису из 2010. године број становника је 84, што је 21 (-20,0%) становника мање него 2000. године.
| Група             | 2000.       | 2010.      |
| Белци             | 103 (98,1%) | 79 (94,0%) |
| Афроамериканци    | 0 (0,0%)    | 0 (0,0%)   |
| Азијати           | 0 (0,0%)    | 1 (1,2%)   |
| Хиспаноамериканци | 1 (1,0%)    | 3 (3,6%)   |
| Укупно            | 105         | 84         |